# الخوالف (المضاربة والعارة)

تعديل مصدري - تعديل

الخوالف هي إحدى قرى عزلة المضاربة بمديرية المضاربة والعارة التابعة لمحافظة لحج، بلغ تعداد سكانها 94 نسمة حسب تعداد اليمن لعام 2004.